# Salvia tchihatcheffii
Salvia tchihatcheffii là một loài thực vật có hoa trong họ Hoa môi. Loài này được (Fisch. & C.A.Mey.) Boiss. miêu tả khoa học đầu tiên năm 1879.